# Cmentarz żydowski w Kędzierzynie-Koźlu
Cmentarz żydowski w Kędzierzynie-Koźlu zwany też Cmentarzem żydowskim w Dębowej – powstał w 1814 i zajmuje powierzchnię 0,28 ha. W ramach odniemczania Ziem Zachodnich z nagrobków usunięto większość niemieckojęzycznych napisów (1948). Do naszych czasów dotrwały jedynie fragmenty nagrobków.